# コミュニケイション・ブレイクダウン
「コミュニケイション・ブレイクダウン」（Communication Breakdown）は、イギリスのロックバンド、レッド・ツェッペリンの楽曲。1stアルバム『レッド・ツェッペリン I』収録。作詞・作曲はジミー・ペイジ、ジョン・ポール・ジョーンズおよびジョン・ボーナム。プロデュースはジミー・ペイジ。

## 解説
アメリカおよび数カ国でシングルカットされた「グッド・タイムズ・バッド・タイムズ」のB面曲。『 I 』収録曲中最もハイテンポかつアグレッシブな曲である。2分半という演奏時間の短さ、簡潔な曲構成、キャッチーなコーラスなど、後期の彼等にはほとんど見られなくなる放送向けのシングル曲であり、初期のバンドの宣伝役としての務めを果たした重要曲でもあった。ペイジは1977年のインタビューで、ツェッペリンのベストアルバムを作るとしたらどの曲を選ぶかという問いに対し、大変難しいとしながらも、具体的な曲名としてこの曲を挙げている。
この曲は、ツェッペリン12年間の活動期間の中で唯一のミュージック・ビデオが製作されている。映像はモノクロで、ツーバスのドラムセットで演奏するジョン・ボーナムが見られる貴重なものである（しかし、映像を見るとバスドラムにペダルがセットされていないのが確認できる）。この映像は、2003年発表の『レッド・ツェッペリン DVD』に収録されている。

## コンサートパフォーマンス
演奏される機会がほとんどなかった「グッド・タイムズ・バッド・タイムズ」とは反対に、この曲は初期のツェッペリンのコンサートでは欠かせないナンバーであった。初期の頃はよくオープニングやアンコールで演奏された。その後、オリジナル曲が増えるにつれ、演奏される機会が減っていくが、1975年のアールズ・コート公演や1979年のネブワース公演、最後のツアーである1980年のヨーロッパ公演でも披露されている。
ツェッペリンの公式ライブ作品では、1997年リリースの『BBCライヴ』に、1969年当時のラジオ放映向けのバージョンが3曲パターン収録されている。また、2003年リリースの『DVD』に、1970年のロイヤル・アルバート・ホール公演のものと、1969年のテレビ、ラジオ出演時の演奏が3パターン、そして上記のプロモーション映像が収録されている。また2014年リリースの『 I 』最新リマスター版のコンパニオン・ディスクに、1969年10月10日のパリ、オランピア公演の演奏が収録されている。

## カバー
- アイアン・メイデン／シングル「ブリング・ユア・ドーター」（1990年）のカップリングに収録。
- ジェフ・ヒーリー・バンド／カバーアルバム『カヴァー・トゥ・カヴァー』（1995年）に収録。
- ジェイソン・ボーナム・バンド／カバーアルバム『In the Name of My Father – The Zepset – Live from Electric Ladyland』（1997年）に収録。

その他、フー・ファイターズがコンサートで取り上げた他、日本のグループ・サウンズ・バンド、ザ・ゴールデン・カップスもカバーしている。